# Ahmad Abughaush
Ahmad Abughaush (arabisch أحمد أبو غوش, DMG Aḥmad Abū Ġauš; * 1. Februar 1996 in Amman) ist ein jordanischer Taekwondoin. Er startet in der Gewichtsklasse bis 68 Kilogramm.
Abughaush kämpfte erstmals 2011 bei der Weltmeisterschaft in der Gewichtsklasse bis 58 Kilogramm im Erwachsenenbereich, wo er in der zweiten Runden ausschied. Im Jahr darauf wurde er in der Gewichtsklasse bis 63 Kilogramm Weltmeister bei den Junioren. 2015 folgte seine zweite Teilnahme an der Weltmeisterschaft. Erneut schied er in der zweiten Runde aus, diesmal gegen Alexei Denissenko.
Bei den Olympischen Spielen 2016 in Rio de Janeiro wurde er mit Siegen über Ghofran Zaki, Lee Dae-hoon, Joel González und Alexei Denissenko in der Gewichtsklasse bis 68 Kilogramm Olympiasieger. Damit gewann Abughaush die erste Medaille bei Olympischen Spielen in der Geschichte Jordaniens. Das Jordanische Olympische Komitee prämierte ihn für den Medaillengewinn mit 100.000 Jordanischen Dinar (ca. 126.500 Euro).
Bei den Weltmeisterschaften 2017 gewann er die Bronzemedaille. Eine weitere Bronzemedaille folgte ein Jahr später bei den Asienspielen. 2019 sicherte er sich in Manchester Silber bei der Weltmeisterschaft.
Er studiert Wirtschaftswissenschaften an der Universität von Jordanien in Amman.